# Arturo Tudor
Arturo Tudor (Winchester, 20 settembre 1486 – Ludlow, 2 aprile 1502) fu l'erede al trono d'Inghilterra con il titolo di principe di Galles e fratello maggiore del re Enrico VIII.

## La nascita
Arthur Tudor nacque il 20 settembre 1486 da Enrico VII d'Inghilterra ed Elisabetta di York, otto mesi dopo il matrimonio, tenutosi il 18 gennaio 1486. La Guerra delle due rose che aveva insanguinato l'Inghilterra per trent'anni, era finita con l'ascesa di Enrico al trono e l'unione del Casato di Lancaster a quello di York era stato sancito dal matrimonio di Enrico ed Elisabetta. Per trent'anni non c'era stata una pacifica successione al trono, nel 1461 Enrico VI d'Inghilterra, della casa di Lancaster, era stato detronizzato dal cugino di york Edoardo IV d'Inghilterra, quando lui era morto nel 1483 gli era succeduto il figlio Edoardo V d'Inghilterra, egli però era solo un ragazzo ed era stato imprigionato alla Torre di Londra insieme al fratello Riccardo dallo zio che si era incoronato Riccardo III d'Inghilterra, infine nel 1485 il lancastriano Enrico aveva invaso l'Inghilterra, sconfitto e ucciso Riccardo alla Battaglia di Bosworth Field e presa la corona per diritto di conquista.
Ora Enrico doveva consolidare la propria posizione e lo aveva fatto sposando Elisabetta, che aveva più sangue reale di lui e per rafforzarla ulteriormente ordinò ai suoi genealogisti di trovare un legame con un regnante mitico, importante, che facesse presa sulla mente dei sudditi ed essi asserirono che Enrico era un discendente di Cadwaladr Fendigaid ap Cadwallon. I genealogisti fecero anche di più arrivando ad affermare che Enrico discendeva per via diretta da Re Artù identificando Winchester con Camelot. Quando Elisabetta rimase incinta subito dopo il matrimonio egli decise che il primogenito si sarebbe dovuto chiamare come l'illustre antenato, nacque un maschio che venne puntualmente chiamato Arturo.
Appena nato Arturo venne battezzato all'Abbazia di Westminster, suoi padrini furono Thomas Stanley, I conte di Derby e John de Vere, XV conte di Oxford, mentre la nonna materna Elisabetta Woodville fu incaricata di portarlo.
Sulla salute di Arturo, nato prematuro, da bambino non ci sono testimonianze univoche, se alcuni storici affermano che egli fosse un bimbo forte e in salute altri invece credono che sia cresciuto malato e gracile, mentre tutte le fonti concordano sulle precoci doti intellettuali del giovane principe.

## L'addestramento al trono in attesa della sposa
Enrico desiderava anche rafforzare la propria posizione contro la Francia e contro tutti i pretendenti al trono che si affacciavano anche troppo spesso, per questo motivo egli scelse di fidanzare Arturo a Caterina d'Aragona, figlia di Isabella di Castiglia e Ferdinando II d'Aragona, una delle coppie reali più prestigiose d'Europa. Quando Arturo ebbe due anni venne stilato un accordo di matrimonio con il Trattato di Medina del Campo del 26 marzo 1489. Gli spagnoli non avevano nessuna fretta di legarsi agli inglesi, tanto più che il trono di Enrico era tutt'altro che sicuro: qualche anno dopo uno dei tanti millantatori che affermavano di essere uno dei Principi nella Torre, nel caso specifico, Perkin Warbeck, aveva trovato supporto in Scozia.
L'ambasciatore spagnolo venne quindi mandato in Scozia perché comprendesse la portata del pericolo, Warbeck venne catturato e ucciso nel 1499 e nello stesso anno venne giustiziato anche Edoardo di York, uno dei figli superstiti di Giorgio Plantageneto, I duca di Clarence (zio della regina e fratello di Riccardo III ed Edoardo IV). Queste furono le ultime minacce significative al trono di Enrico e il matrimonio tornò ad essere appetibile anche per gli spagnoli. Dell'omicidio di Edoardo di York, Caterina si sentì in colpa e in futuro avrebbe attribuito come causa delle sue sventure il sangue innocente fatto versare dai dubbi di suo suocero.
Nel 1489 Arturo venne creato Principe di Galles il 29 novembre; il giorno prima era nata sua sorella Margherita Tudor. Quale erede al trono  Arturo ricevette un'educazione accurata, fra i suoi istitutori si ricordano John Rede, il poeta Bernard André (1450-1522) e Thomas Linacre, che cominciò ad occuparsi di lui quando era adolescente. Gran parte di questi anni Arturo li passò fra Haddon Hall, nel Derbyshire e il Castello di Ludlow, situato al confine con il Galles. Il maniero era vecchio ed Enrico lo aveva fatto riparare per renderlo più confortevole, ma questo non cambiava il fatto che il Galles fosse all'epoca una provincia ostile, barbara e ribelle. Gli abitanti non riconoscevano l'autorità del re d'Inghilterra, considerato un conquistatore sgradito.
A Ludlow, dove già aveva vissuto lo sfortunato principe Edoardo V, Arturo visse circondato e servito da alcuni dei nobili del paese, fra cui Gerald FitzGerald, IX conte di Kildare, che era stato portato a corte dall'Irlanda dopo che suo padre aveva appoggiato il pretendente Lambert Simnel nei primi anni del regno di Enrico e i FitzGerald erano, all'epoca, una delle famiglie più potenti d'Irlanda.
Fra gli altri nobili c'erano Robert Radcliffe, I conte di Sussex che servì anche il fratello di Arturo, Enrico VIII d'Inghilterra e Gruffydd ap Rhys ap Thomas (1478circa-1521) il cui padre aveva aiutato Enrico alla battaglia di Bosworth.

## Il breve matrimonio
Negli anni di fidanzamento Arturo scrisse numerose lettere in latino alla promessa sposa cui Caterina rispose diligentemente. Nel 1500 Ferdinando ed Isabella acconsentirono a mandare Caterina in Inghilterra. L'infanta vi giunse effettivamente solo l'anno dopo, arrivando a Dogmersfield il 4 novembre 1501. Sulle loro prime impressioni non vi sono molte testimonianze, anche se in una lettera ai futuri suoceri Arturo scrive che sarebbe stato un marito amorevole e che trovava molto bella la sua promessa sposa.
Al momento del loro primo incontro, i due giovani non furono in grado di comunicare tra loro neppure in latino, lingua che entrambi avevano studiato sin dall'infanzia, poiché le rispettive pronunce erano differenti. Dieci giorni dopo, il 14 novembre, i due si sposarono all'antica cattedrale di San Paolo.
Subito dopo la cerimonia, la giovane coppia si trasferì nel Galles presso il castello di Ludlow; qui, in primavera, Arturo si ammalò gravemente e morì il 2 aprile 1502. La causa ufficiale della morte del giovane principe non è mai stata accertata con certezza: alcuni storici hanno suggerito che si trattasse di tubercolosi, altri invece della cosiddetta malattia del sudore, una condizione altamente contagiosa che colpì l'Inghilterra in quel periodo, oggi ritenuto forse essere l'hantavirus.. Anche Caterina si ammalò, ma sopravvisse.
Una volta ristabilita, la giovane vedova si trovò in un regno straniero in una posizione simile a quella di un ostaggio, in quanto il padre non aveva ancora finito di pagare la sua dote, e visse in relative ristrettezze economiche fino alla morte del suocero avvenuta nel 1509 ed alle nozze con il cognato, re Enrico VIII d'Inghilterra avvenute lo stesso anno.
Il giovane Enrico era stato insignito del titolo di Principe di Galles subito dopo la morte del fratello, e prima ancora di sapere se Caterina avrebbe partorito un figlio postumo.
Arturo venne sepolto presso la Cattedrale di Worcester.

## Il matrimonio consumato?
Diversi anni dopo la morte di Arturo si scatenò un aspro dibattito circa la questione della consumazione delle nozze fra lui e la moglie al tempo in cui Enrico VIII stava cercando di divorziare da Caterina per sposare Anna Bolena. Caterina ed Arturo, al momento delle nozze, avevano rispettivamente sedici e quindici anni, erano consci che mettere al mondo un erede era un dovere fondamentale e, poiché entrambi erano giovani ed apparentemente sani, il matrimonio fu reputato consumato.
Dal canto suo, il giovane Arturo, il mattino dopo le nozze, avrebbe scherzato con il proprio seguito dichiarando che "è un bel passatempo avere la moglie", ed un gentiluomo del suo seguito testimoniò che il principe, appena sveglio, si sarebbe vantato con lui: "Presto Willoughby, portatemi un boccale di birra, ché stanotte sono stato nel bel mezzo della Spagna" e "In fede mia, se foste stato in Spagna tutte le volte che ci sono stato io stanotte, avreste molta più sete di me". Simili dettagli emersero oltre due decenni dopo, allorché era in discussione la validità del matrimonio tra Enrico VIII, fratello di Arturo e la stessa Caterina. All'epoca della precoce morte del giovane il suo rapido declino fu attribuito proprio all'aver "consumato troppe forze" giacendo con la propria giovane sposa.
Anni dopo, lo stesso Enrico si sarebbe vantato di aver trovato la moglie vergine, la prima notte di nozze e, persino in seguito, non affermò mai esplicitamente il contrario, limitandosi a sostenere di aver fatto simili affermazioni "scherzando".
Caterina, dal canto suo, giurò fino al letto di morte di non avere mai consumato il matrimonio con il primo sposo, dichiarando al legato pontificio Cardinale Campeggi di aver diviso il letto con Arturo in non più di sette occasioni "e che da lui restò intacta et incorrupta, come venne dal ventre di sua madre".
La donna aveva tutto l'interesse a sostenere la mancata consumazione;  la questione emerse al tempo in cui Enrico cercava di ottenere l'annullamento delle nozze ed è possibile che ella abbia mentito per proteggere se stessa e soprattutto i diritti della figlia Maria, la quale, diversamente, sarebbe stata dichiarata illegittima ed avrebbe perso qualsiasi pretesa al trono inglese.
Quando Enrico intendeva sposare Anna Bolena, da anni la sua favorita, un figlio maschio non era ancora nato. Caterina, oltre ad aver avuto numerosi aborti spontanei  aveva partorito diversi figli, anche maschi, dei quali solo Maria era sopravvissuta - circostanza questa non insolita in tempi di elevatissima mortalità infantile. Era probabile che una donna sul trono non sarebbe stata accettata; l'unico esempio precedente, quello di Matilde d'Inghilterra, aveva generato un periodo di guerra civile. Con il passare degli anni era sempre più improbabile che Caterina, più vecchia del marito di sei anni, ormai entrata precocemente in menopausa e di salute sempre più cagionevole, partorisse un erede ed Enrico imputò questa incapacità al fatto che essi sposandosi erano andati contro le Scritture offendendo Dio.
. La verità non fu mai chiarita: Caterina non rinnegò mai la propria verginità al momento delle nozze con Enrico, Enrico non cedette, Arturo era morto da più di vent'anni e Roma non concesse l'annullamento al sovrano. Poco tempo dopo Enrico diede vita allo Scisma anglicano e divorziò da Caterina sposando Anna, da cui ebbe un'unica figlia che sopravvisse, Elisabetta

## Ascendenza
|                          |                                         |                                               | Genitori                              |  |  | Nonni |  |  | Bisnonni   |  |  | Trisnonni         |  |
|                          |                                         |                                               |                                       |  |  |       |  |  | Owen Tudor |  |  | Maredudd ap Tudur |  |
|                          |                                         |                                               |                                       |  |  |       |  |  | Owen Tudor |  |  | Maredudd ap Tudur |  |
|                          |                                         | Margaret ferch Dafydd                         |                                       |  |  |       |  |  | Owen Tudor |  |  |                   |  |
| Edmondo Tudor            |                                         |                                               |                                       |  |  |       |  |  | Owen Tudor |  |  |                   |  |
|                          |                                         | Caterina di Valois                            | Carlo VI di Francia                   |  |  |       |  |  |            |  |  |                   |  |
|                          |                                         | Caterina di Valois                            | Carlo VI di Francia                   |  |  |       |  |  |            |  |  |                   |  |
|                          |                                         | Caterina di Valois                            | Isabella di Baviera                   |  |  |       |  |  |            |  |  |                   |  |
| Enrico VII d'Inghilterra |                                         | Caterina di Valois                            |                                       |  |  |       |  |  |            |  |  |                   |  |
|                          |                                         | John Beaufort, I duca di Somerset             | John Beaufort, I conte di Somerset    |  |  |       |  |  |            |  |  |                   |  |
|                          |                                         | John Beaufort, I duca di Somerset             | John Beaufort, I conte di Somerset    |  |  |       |  |  |            |  |  |                   |  |
|                          |                                         | John Beaufort, I duca di Somerset             | Margaret Holland                      |  |  |       |  |  |            |  |  |                   |  |
| Margaret Beaufort        |                                         | John Beaufort, I duca di Somerset             |                                       |  |  |       |  |  |            |  |  |                   |  |
|                          |                                         | Margaret Beauchamp di Bletso                  | Roger Beauchamp, barone di Bletso     |  |  |       |  |  |            |  |  |                   |  |
|                          |                                         | Margaret Beauchamp di Bletso                  | Roger Beauchamp, barone di Bletso     |  |  |       |  |  |            |  |  |                   |  |
|                          |                                         | Margaret Beauchamp di Bletso                  | Edith Stourton                        |  |  |       |  |  |            |  |  |                   |  |
| Arturo Tudor             |                                         | Margaret Beauchamp di Bletso                  |                                       |  |  |       |  |  |            |  |  |                   |  |
|                          | Riccardo Plantageneto, III duca di York | Riccardo Plantageneto, III conte di Cambridge |                                       |  |  |       |  |  |            |  |  |                   |  |
|                          | Riccardo Plantageneto, III duca di York | Riccardo Plantageneto, III conte di Cambridge |                                       |  |  |       |  |  |            |  |  |                   |  |
|                          | Riccardo Plantageneto, III duca di York | Anna Mortimer                                 |                                       |  |  |       |  |  |            |  |  |                   |  |
| Edoardo IV d'Inghilterra | Riccardo Plantageneto, III duca di York |                                               |                                       |  |  |       |  |  |            |  |  |                   |  |
|                          |                                         | Cecilia Neville                               | Ralph Neville, I conte di Westmorland |  |  |       |  |  |            |  |  |                   |  |
|                          |                                         | Cecilia Neville                               | Ralph Neville, I conte di Westmorland |  |  |       |  |  |            |  |  |                   |  |
|                          |                                         | Cecilia Neville                               | Joan Beaufort                         |  |  |       |  |  |            |  |  |                   |  |
| Elisabetta di York       |                                         | Cecilia Neville                               |                                       |  |  |       |  |  |            |  |  |                   |  |
|                          |                                         | Richard Woodville                             | Richard Wydevill                      |  |  |       |  |  |            |  |  |                   |  |
|                          |                                         | Richard Woodville                             | Richard Wydevill                      |  |  |       |  |  |            |  |  |                   |  |
|                          |                                         | Richard Woodville                             | Elizabeth Bodulgate                   |  |  |       |  |  |            |  |  |                   |  |
| Elisabetta Woodville     |                                         | Richard Woodville                             |                                       |  |  |       |  |  |            |  |  |                   |  |
|                          |                                         | Giacometta di Lussemburgo                     | Pietro I di Lussemburgo-Saint Pol     |  |  |       |  |  |            |  |  |                   |  |
|                          |                                         | Giacometta di Lussemburgo                     | Pietro I di Lussemburgo-Saint Pol     |  |  |       |  |  |            |  |  |                   |  |
|                          |                                         | Giacometta di Lussemburgo                     | Margherita Del Balzo                  |  |  |       |  |  |            |  |  |                   |  |
|                          |                                         | Giacometta di Lussemburgo                     |                                       |  |  |       |  |  |            |  |  |                   |  |

### Arturo Tudor al Cinema
| Anno | Film                                                                        | Attore           | Note         |
| ---- | --------------------------------------------------------------------------- | ---------------- | ------------ |
| 1970 | "Catherine of Aragon", episodio della miniserie Le sei mogli di Enrico VIII | Martin Ratcliffe | Miniserie TV |
| 1972 | "The Fledgling", episodio della miniserie The Shadow of the Tower           | Jason Kemp       | Miniserie TV |
| 1972 | "The King Without a Face", episodio della miniserie The Shadow of the Tower | Jason Kemp       | Miniserie TV |